# 도천초등학교 (창녕군)
도천초등학교는 대한민국 경상남도 창녕군에 있는 공립 초등학교이다.

## 학교 연혁
- 1933년 5월 1일 도천공립보통학교 개교
- 1940년 4월 1일 6년제로 개편
- 1949년 12월 31일 도천국민학교로 개칭
- 1946년 6월 20일 도천초등학교 도일분교 개교
- 1982년 3월 1일 병설유치원 개원
- 1997년 3월 1일: 도천초등학교가 도일초등학교에 통폐합

## 참고 자료
- 도천초등학교 - 한국교육학술정보원 학교알리미